# Haag an der Amper
Haag an der Amper település Németországban, azon belül Bajorországban. Lakosainak száma 2956 fő (2023. december 31.). Haag an der Amper Zolling, Wang, Moosburg és Langenbach községekkel határos.

## Népesség
A település népessége az elmúlt években az alábbi módon változott:
| Lakosok száma | 298  | 555  | 1160 | 2003 | 2756 | 2886 | 2903 | 2935 | 2992 | 2956 |
|               | 1875 | 1950 | 1975 | 1987 | 2012 | 2014 | 2016 | 2017 | 2021 | 2023 |